# Dickey Betts
Pour les articles homonymes, voir Betts.
Forrest Richard Betts dit Dickey Betts, né le 12 décembre 1943 à West Palm Beach (Floride) et mort le 18 avril 2024 à Osprey (Floride), est un guitariste, chanteur, compositeur et parolier américain. Il est surtout connu pour être un des membres fondateurs du groupe de blues et rock sudiste The Allman Brothers Band.

## Carrière

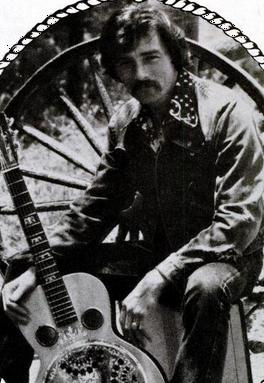
Dickey Betts en 1974.

Dickey Betts commence sa carrière comme leader du groupe The Second Coming avec le bassiste Berry Oakley avant de former The Allman Brothers Band en 1969. Durant cette fameuse période du groupe, Betts est coguitariste avec Duane Allman et écrit aussi les classiques In Memory of Elizabeth Reed (en) et Blue Sky.
Après la mort de Duane Allman vers la fin de 1971, Dickey Betts reste le seul guitariste du groupe et prend une part plus active dans le chant. Il continue à écrire des chansons telles que Jessica et Ramblin' Man, le plus grand succès commercial du groupe.
Le premier album solo de Betts, Highway Call sort en 1974, avec la participation du violoniste Vassar Clements. Après la dissolution des Allman Brothers en 1976, Dickey Betts a sorti son deuxième album, Dickey Betts & Great Southern en 1977 (qui comportait la chanson Bougainvillea coécrite avec l'acteur Don Johnson), puis  son troisième Atlanta's Burning Down en 1978. Dickey Betts sort son quatrième album, Pattern Disruptive en 1988 avec le guitariste Warren Haynes qui réintroduisit la guitare slide comme à l'époque de Duane Allman.
Cette réjuvénation par Betts et Haynes du son original des Allman Brothers mena à une reformation du groupe en 1989. Outre les anciens membres et Haynes, deux autres musiciens se sont joints au groupe : Allen Woody (basse) et Johnny Neel (claviers). Cette nouvelle formation a produit trois albums de studio dont la majorité des chansons furent composées et écrites par Dickey Betts ainsi que deux albums de concert au début des années 1990. En 1995, il est introduit au Rock and Roll Hall of Fame avec les autres membres fondateurs des Allman Brothers et remporte en 1996 un Grammy Award avec le groupe pour leur performance live de son rock instrumental Jessica.
Juste avant la tournée de l'été 2000, les autres membres fondateurs excluent Dickey Betts du groupe par fax. À cause de cette suspension abrupte, il forme le Dickey Betts Band et tourne immédiatement avec son groupe Dickey Betts and Great Southern comprenant son fils, le guitariste Duane Betts.
Dickey Betts a sorti en 2005 le DVD Live from the Rock and Roll Hall of Fame et en 2008, Eagle Vision a sorti ce DVD et un CD qui reprend partiellement quelques titres dans des versions du "soundcheck", donc différentes). Puis sort en 2009 le DVD Rockpalast: Dickey Betts and Great Southern - 30 Years of Southern Rock.
En 2010 sort le double CD Dickey Betts & Great Southern 30 years of Southern Rock (1978-2008), enregistré en 1978 à Essen et en 2008 à Bonn.

## Guitares

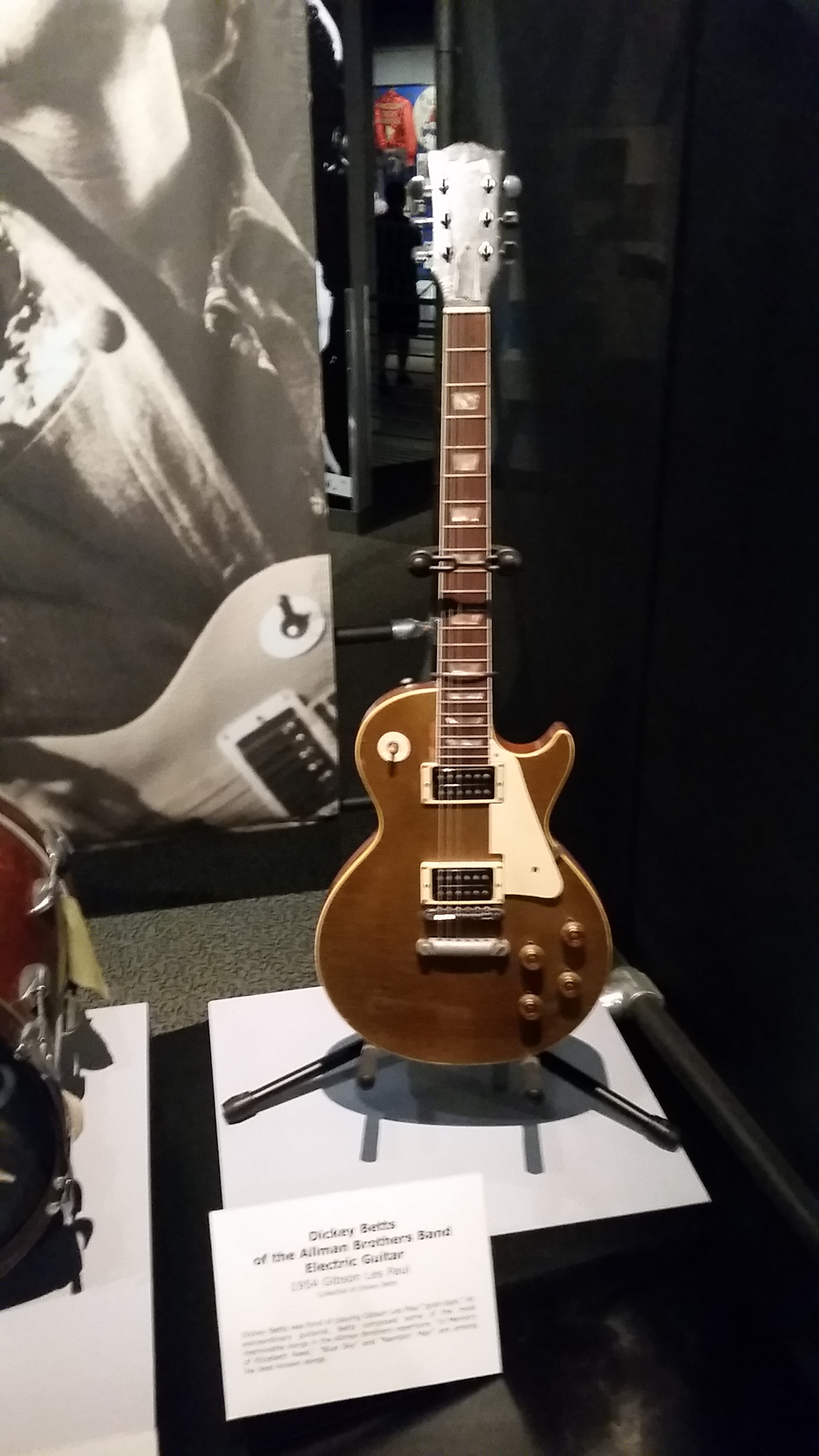
La guitare Gibson Les Paul Goldtop 1954 (ou 1957) de Dickey Betts au Rock and Roll Hall of Fame.

Au début du Allman Brothers Band, Dickey Betts jouait sur une Gibson SG 1961 qu'il a offert à Duane Allman en 1971. Il a alors employé une Gibson Les Paul green top de 1957. Il est aussi célèbre pour l'utilisation d'une Gibson Les Paul Goldtop, l'appelant « Goldie ».